# Monastero della Santissima Annunziata (San Casciano in Val di Pesa)
Il monastero della Santissima Annunziata, volgarmente detto del Luogo Nuovo, si trova nei pressi di Montefiridolfi, nel comune di San Casciano in Val di Pesa.

## Storia
Il monastero fu voluto dal venerabile Andrea di Ranieri de Buondelmonti che nel suo testamento del 27 maggio 1360 lasciò una cospicua somma di denaro da destinarsi alla costruzione di un cenobio per i frati Eremitani di Sant'Agostino. Il Buondelmonti morì l'11 ottobre dello stesso anno e volle essere seppellito nel monastero insieme alla moglie Monna Piera de' Manfredi. Molto probabilmente i lavori furono conclusi da Gherardo dei Manfredi di Romagna, cofondatore e suocero del Buondelmonti.
Soppresso nel XVIII secolo i suoi locali vennero usati come magazzino per la vicina fattoria del Mocale. Alla fine del XX secolo l'interno è stato trasformato in appartamenti privati.

## Descrizione
Il complesso monastico è composto da due zone ben distinte: la chiesa e gli ex-locali monastici entrambi caratterizzati da uno stile architettonico di transizione tra il romanico e il gotico.

### La chiesa
La chiesa conventuale è stata definita: un caso eclatante di edificio romanico-gotico, costruito nella seconda metà del Trecento con l'uso di elementi di un linguaggio superato da almeno un secolo ma assunto a canone dalla tradizione locale.
La chiesa presenta una iconografia gotica costituita da una struttura ad unica ampia navata conclusa con una scarsella quadrangolare. La facciata a capanna è inquadrata da due larghe lesene e coronata da un motivo costituito da una teoria di archetti pensili ogivali poggianti su mensole; al centro si apre l'ampio portale dotato di un robusto architrave poggiante su doppie mensole concave e sovrastato da una lunetta in mattoni e con l'archivolto leggermente falcato. Sopra al portale, la facciata è aperta da una finestra rettangolare realizzata in sostituzione di una precedente apertura archivoltata. Il coronamento in archetti continua sul fianco settentrionale.
All'interno, coperto a capriate lignee e completamente intonacato e decorato a monocromo, si aprivano tre cappelle e lì è tuttora conservata l'arca sepolcrale in marmo bianco del fondatore e della moglie decorata con gli stemmi dei Buondelmonti.

### Il monastero
I locali un tempo riservati ai monaci non sono più accessibili in quanto sono stati trasformati in appartamenti. I locali prospettano su un bel cortile circondato su quattro lati da un portico sotto al quale si scorgono tracce di affreschi raffiguranti la vita di sant'Agostino.